# Giovanni Antonio Cesari
Giovanni Antonio Cesari var en italiensk (?) prospektmaler virksom i Danmark.
Giovanni Antonio Cesari fik i april 1753 udbetalt 216 rigsdaler for 12 dørstykker til Amalienborg og september samme år 156 rigsdaler for 12 andre. 1753-54 fik han af Partikulærkassen i alt 364 rigsdaler for 23 store perspektivstykker. Disse arbejder kan ikke længere stedfæstes, mens andre bevarede værker viser kendte lokaliteter.

## Værker
- 24 dørstykker til Amalienborgpalæerne (1753)
- 23 store perspektivstykker, deriblandt 4 dørstykker med landskaber til Fredensborg Slot og 8 til Frederiksberg Slot (1753-1754)
- Vor Frelsers Kirke med Prinsessegade og Lille Mølle (1753/54, Københavns Museum)
- Maleri af Toldboden, København (1754, Københavns Museum)
- Flådens Leje ved Christianshavn (1754, Statens Museum for Kunst)
- Maleri af mølle ved Toldboden
- Dekorativt landskab med fantasiarkitektur (Statens Museum for Kunst)
- Arkitekturmotiv (Statens Museum for Kunst)
- Landskab med ruiner (Statens Museum for Kunst)
- Søjlearkitektur og en fontæne (Statens Museum for Kunst)